# 데본 스콧

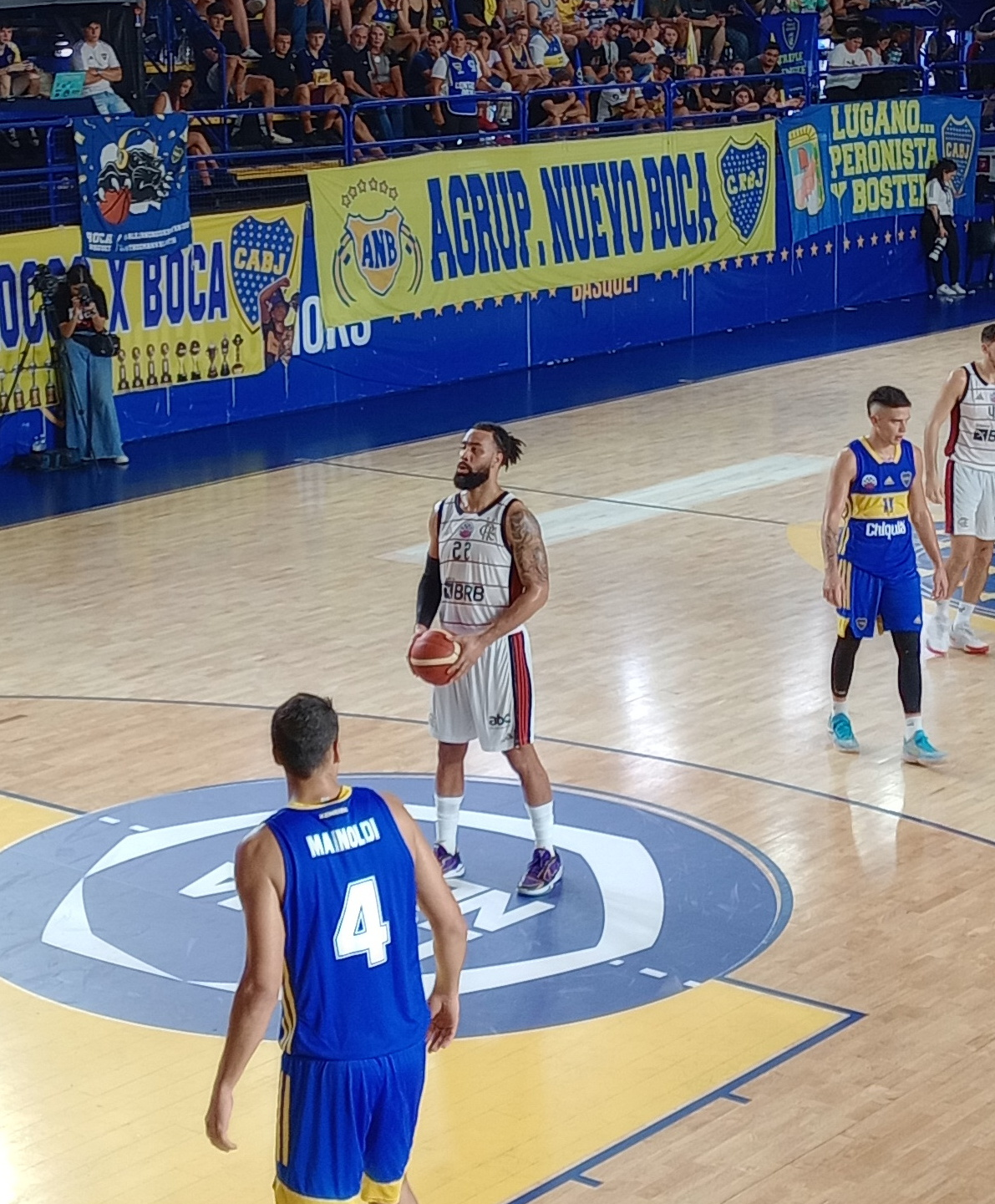

데본 스콧(Devon Scott, 본명: Devon Henry Scott, 1994년 4월 7일 ~ )은 노보 바스크 브라질(NBB)의 플라멩고 소속 미국 농구 선수이다. 6피트 9인치(206m), 215파운드(98kg)의 포워드/센터이다.

## 농구 경력
아마추어 체육 연합에서 스콧은 2011년 AAU 전국 챔피언십에서 우승한 17U 올 오하이오 레드(All-Ohio Red) 팀에서 뛰었다. 2014-15시즌에는 경기당 평균 9.1득점, 7.4리바운드를 기록했다.
스콧은 콜럼버스의 노스랜드 고등학교('12)에 다녔다. 주니어 시절 그는 경기당 평균 11.5득점, 9.9리바운드, 2.3블록슛을 기록했다. 시니어로서 그는 경기당 평균 17.2 점을 기록했으며 디비전 I 세컨드 팀 올 오하이오 및 퍼스트 팀 올 디스트릭트로 선정되었다.
데이턴 대학교에 다녔으며('15), 농구팀인 데이턴 플라이어스에서 뛰었다. 2014-15년 스캇은 경기당 평균 9.1득점, 7.4리바운드를 기록했고, 필드골 성공률은 .636%였다. 2015년 8월, 스콧은 여러 건의 절도 혐의에 대해 유죄를 인정한 후 징역 90일과 집행유예 5년을 선고받았다. 그 후 그는 필랜더 스미스 칼리지('16)에 다니고 농구를 했다.
스콧은 캐나다 농구 리그의 웰링턴 농구 클럽에서 프로 경력을 시작했다. 2018년 10월 4일, 리가 나시오날 드 바스케의 클럽 데포르티보 히스파노 아메리카노와 계약했으며 경기당 평균 15.8득점, 8.4리바운드, 2.9어시스트를 기록했다. 2019~20시즌 동안 그는 노보 바스크 브라질의 미나스 테니스 클럽에서 뛰었고, 26경기에서 경기당 평균 14.3득점을 기록했다.
2020년 5월 20일 스콧은 하포엘 에일랏과 계약했다. 2020년 8월 7일, 이스라엘 농구 프리미어 리그의 이로니 나하리야와 계약했다. 2020-21년에 이스라엘 농구 프리미어리그의 2점 필드골 비율(72.3%)에서 2위를 차지했다.
2022년 10월, 그는 2022-23 PBA 커미셔너스 컵의 팀 수입품으로 다이아몬드 스톤을 대체하기 위해 필리핀 농구 협회(PBA)의 산미구엘 비어멘과 계약했다.